# La Isabela
La Isabela in de provincie Puerto Plata in de Dominicaanse Republiek wordt beschouwd als de eerste formele Europese nederzetting in de Nieuwe Wereld.
De nederzetting werd gesticht door Christoffel Columbus tijdens zijn tweede reis in 1493. De bouw vond plaats na de ontdekking dat het fort dat hij op zijn eerste reis had gesticht, La Navidad, volledig was verwoest door de Taíno, een inheems indianenvolk. Columbus stichtte de nederzetting om te zoeken naar edele metalen.
La Isabela werd getroffen door twee van de eerste Atlantische orkanen die de Europeanen in 1494 en 1495 waarnamen. Voedselgebrek en ziekten leidden al snel tot muiterij, straf, ontgoocheling en nog veel meer honger en ziekte. Het kwam zelfs zover dat een groep kolonisten onder leiding van Bernal Diaz de Pisa probeerde een aantal schepen te kapen om naar Spanje terug te kunnen keren. La Isabela hield nauwelijks stand, totdat Columbus in 1496 besloot de nederzetting te verlaten in ruil voor de nieuwe nederzetting La Nueva Isabela, nu Santo Domingo.
Bestuurlijk is La Isabela tegenwoordig een gemeentedistrict (distrito) van de gemeente (municipio) Luperón in de provincie Puerto Plata.
1. ↑  Oficina Nacional de Estadística (ONE); Censo 2010 (vanaf blz.35).